# Barcsay Kálmán
Nagybarcsai Barcsay Kálmán (Marossolymos, 1839. június 27. – Déva, 1903. december 30.) képviselőházi tag, főispán.

## Élete
Barcsay László és Bruckenthal Antónia bárónő harmadik gyermekeként született, régi erdélyi nemesi családba. Iskolái végeztével belügyminisztériumi fogalmazó lett 1867-ben. Később belépett a Deák-pártba, majd e párt színeiben a hátszegi kerületet képviselte 1869 és 1872 között. Mandátuma lejárta után 1873-tól két éven át külföldön élt, többnyire Párizsban. 1878-ban kinevezték Hunyad vármegye alispánjává, mely tisztségét három évig töltötte be. 1892-től már a Szabadelvű párt tagjaként a dévai választókerület képviselője. 1902-ben nevezték ki Hunyad vármegye főispánjává, mely tisztét haláláig viselte.

## Családja
Feleségül vette nagybarcsai Barcsay Máriát, de gyermekük nem született, így egyetlen adoptált gyermekük volt, Adorján, aki 1883-ban született.